# Окремий комендантський полк Луганська (РФ, Донбас)
Окремий комендатський полк Луганська (ОКП Луганська, в/ч 44444) — незаконне збройне формування 2-го армійського корпусу ЛНР.

## Історія
Бандформування офіційно створене наприкінці листопада 2014 року, а 22 грудня того ж року відбулося урочисте вручення частини бойового прапора, хоча історія його сформування бере свій початок з квітня 2014 року, коли його майбутній особовий склад захоплював будівлю СБУ в Луганську. Головне завдання байндформування — контроль, дотримання дисципліни та військових статутів військовослужбовцями на території міст та населених пунктів окупованої Луганщини. Полк контролює військові комендатури на території ЛНР. Активно взаємодіє з "МДБ" та "МВС". Складається з двох батальйонів (по дві роти в кожному), окремої роти варти та механізованої групи.
Підрозділи полку брали активну участь у боях за населені пункти Металіст, Велика Вергунка, Жовте, Георгіївка, Луганський аеропорт, Весела Гора, Чорнухине, Лутугине, Щастя, Жовтневий, Дебальцеве. За час війни в період з квітня 2014 року до березня 2015 року 46 бойовиків полку загинули, 215 отримали поранення.
Командиром бандформування довгий час був полковник Сергій Грачов. В березні 2023 року він помер внаслідок інфаркту.